# Дорога до романтики (фільм, 1927)
«Дорога до романтики» (англ. The Road to Romance) — американський пригодницький фільм режисера Джона С. Робертсона 1927 року.

## Сюжет
Красива Серафіна захоплена піратами Бальтазара, на острові недалеко Куби, але грізний Хосе Армандо прибуває з Іспанії, щоб врятувати її.

## У ролях
- Рамон Новарро — Хосе Армандо
- Марселін Дей — Серафіна
- Марк Макдермотт — Пополо
- Рой Д'Арсі — Дон Бальтазар
- Чезаре Гравіна — Кастро
- Жуль Коулз — Димна Борода
- Боббі Мак — П'яниця